# Jan de Bont
Jan de Bont, alternativnamn Jan De Bont och Jan DeBont, född 22 oktober 1943 i Eindhoven, Nederländerna, är en nederländsk-amerikansk regissör, manusförfattare, filmproducent och fotograf. Han har varit manusförfattare och filmproducent för filmen Speed 2: Cruise Control (1997), samt även filmproducent för filmen Minority Report (2002). Vidare har han stått för synopsis för filmen Speed 2: Cruise Control (1997), klippning för filmen Roar (1981) samt exekutiv producent för filmen The Haunting (1999).

## Filmografi

### Regi
- 1994 – Speed
- 1996 – Twister
- 1997 – Speed 2: Cruise Control
- 1999 – The Haunting
- 2003 – Lara Croft Tomb Raider: The Cradle of Life

### Foto
- Turkisk konfekt (1973)
- Max Havelaar of de koffieveilingen der Nederlandsche handelsmaatschappij (1976)
- Formula uno febbre della velocità (1978)
- Private Lessons (1980)
- Roar (1981)
- Ta chansen! (1983)
- Cujo (1983)
- Den fjärde mannen (1983)
- Den vilde krigaren (1985)
- Mischief (1985)
- Grottbjörnens folk (1985)
- Den vilda jakten på juvelen (1985)
- Hjärtlösa typer (1986)
- Leonard Part 6 (1987)
- Who's That Girl (1987)
- Die Hard (1988)
- Bert Rigby, You're a Fool (1989)
- Black Rain (1989)
- Flatliners (1990)
- Jakten på Röd Oktober (1990)
- Basic Instinct (1992)
- Lethal Weapon 3 (1992)
- Shining Through (1992)